# Programme national de toxicologie
Le Programme national de toxicologie (ou National Toxicology Program ou “NTP”) est un programme fédéral des États-Unis, fonctionnant comme un consortium inter-agences et piloté par le département de la Santé et des Services sociaux des États-Unis.

## Missions
Le NTP doit, au service de la santé publique coordonner, évaluer et diffuser les travaux réalisés par différentes agences d'État en matière de toxicologie.

## Organisation
Le National Toxicology Program a son siège et quartier général au NIEHS (National Institute of Environmental Health Sciences).
Le programme PNT est actuellement dirigé par la Dr Lien, assistée du Dr John R. Bucher.
Il publie régulièrement des rapports concernant le caractère toxique, cancérigène ou mutagène de produits chimiques, mais aussi d’exposition à la radioactivité ou aux ondes utilisées dans le domaine des télécommunications, dont pour les téléphones portables.
La NTP travaille en lien avec deux agences :
1. States Department of Health and Human Services,
2. National Institute of Environmental Health Sciences.

et abrite plusieurs bureaux
1. Office of the Report on Carcinogens ;
2. NTP Interagency Center for the Evaluation of Alternative Toxicological Methods ;
3. Office of Nominations and Selection ;
4. Office of Liaison, Policy, and Review ;
5. Office of Health Assessment and Translation.

## Histoire
Le programme a débuté en 1978 à l’initiative de Joseph A. Califano, ensuite devenu “United States Secretary of Health, Education, and Welfare » (puis plus connu comme “Secretary of Health and Human Services”).
Il a d’abord cherché à apporter des réponses sur la toxicité des produits chimiques retrouvés dans l’environnement.
En octobre 1981, le secrétaire Richard S. Schwiker a rendu ce programme permanent.

## Centre inter-agences pour l’évaluation des méthodes nouvelles ou alternatives de toxicologie (NICEATM)
Ce Centre soutient le développement et l'évaluation de méthodes nouvelles, révisées ou alternatives aux tests de sécurité chimique en vigueur ; il s'agit notamment d'utiliser moins d'animaux de laboratoires et de les faire moins souffrir.
Une loi de 1993 a chargé le NIEHS d'établir des critères de validation et d'acceptation réglementaire des méthodes alternatives de tests et des protocoles pour leur mise en œuvre ultérieure.
Cela a conduit à créer un Comité de coordination interagences dédié à la validation de ces méthodes alternatives
En plus de soutenir d'ICCVAM, es activités NICEATM comprennent:
- la conduite et publication d'analyses et d'évaluations de données de nouvelle, révisées, et d'approches alternatives de test
- fournir de l'information aux développeurs de nouveaux test ainsi qu'aux régulateurs et à l'industrie réglementée. Ceci se fait via le Web et d'autres moyens de communications, dont en organisant des ateliers et des colloques sur des sujets d'intérêt ;
- Fournir un soutien bioinformatique à la toxicologie computationnelle à des projets du Programme national de toxicologie notamment ceux liés à Tox21